# Janus Cornarius
Janus Cornarius, de son vrai nom Johannes Hainpol (parfois appelé Janus Kornar en allemand, Jean Cornario en français), est un médecin et humaniste allemand du XVIe siècle, né à Zwickau en Saxe vers 1500, mort à Iéna le 16 mars 1558, célèbre notamment par ses éditions et traductions latines de textes médicaux grecs de l'Antiquité.

## Biographie
Fils d'un cordonnier, il étudia d'abord dans sa ville natale, puis se rendit en 1517 à l'Université de Leipzig, où il devint bachelier en septembre 1518. Entre 1519 et 1523, il suivit un cursus à l'Université de Wittemberg, où il obtint en décembre 1523 une licence de médecine. Philippe Mélanchthon venait alors d'être nommé professeur de grec dans cette université, et Martin Luther y enseignait la théologie. Cornarius lui-même (qui adopta vers cette époque ce pseudonyme latin) enseigna le grec à Wittemberg à partir de 1521, et fut gagné aux idées de réforme de l'enseignement et de la culture des humanistes, qui en médecine impliquaient le rejet des auteurs arabes comme Avicenne, prédominants à la fin du Moyen Âge, au profit des auteurs grecs de l'Antiquité, vus comme les sources primaires. Son intérêt pour la théologie devait se manifester par l'édition et la traduction d'auteurs religieux (Basile de Césarée, Épiphane de Salamine).
En 1524/25, il voyagea en Europe du Nord (Livonie), et en février 1526 il devint professeur à l'Université de Rostock : il y prodigua un enseignement sur les Aphorismes d'Hippocrate. En septembre 1528, il se rendit à Bâle, où il rencontra Érasme, lequel l'encouragea fortement dans son projet de donner des éditions en grec et surtout des traductions latines des œuvres des médecins grecs de l'Antiquité, et il se lia à des imprimeurs de la ville. En 1530 il était de retour dans sa ville natale de Zwickau où il s'établit comme médecin et se maria (sa première femme étant morte peu après le mariage, il en épousa une autre qui lui donna quatre fils). Il fut médecin à Zwickau de 1530 à 1533, à Nordhausen (Thuringe) de 1535 à 1537, à Francfort-sur-le-Main de 1538 à 1541. Il fut brièvement professeur de médecine à l'Université de Marbourg de 1543 à 1545, puis fut à nouveau médecin à Zwickau de 1546 à 1556, enfin professeur de médecine à l'Université d'Iéna de 1557 à sa mort l'année suivante.

## Œuvre
Parmi les principales éditions qu'il a données, il faut citer :
- pour Hippocrate : De aere, aquis et locis libellus. Ejusdem de flatibus. Græce et latine, chez Hieronymus Froben, Bâle, 1529 ; Libri omnes (texte grec), chez Froben, Bâle, 1538 ; Opera quæ ad nos exstant omnia... Latina lingua conscripta, chez Froben, Bâle, 1546.
- pour Dioscoride : Pedanii Dioscoridis de materia medica libri sex (texte grec), chez Johann Bebel, Bâle, 1529 ; Pedanii Dioscoridis Anazarbensis de materia medica libri V et De bestiis venenum ejaculantibus et letalibus medicamentis libri II (traduction latine), chez Froben, Bâle, 1557.
- pour Aétios d'Amida : De cognoscendis et curandis morbis sermones sex, chez Froben, Bâle, 1533 ; Libri universales quattuor... latine conscripti, chez Froben, Bâle, 1542.
- pour Marcellus Empiricus : De medicamentis empiricis, chez Froben, Bâle, 1536.
- pour Galien : De compositione pharmacorum localium... libri decem (traduction latine et commentaire), chez Froben, Bâle, 1537 ; Opera quæ ad nos exstant omnia... in Latinam linguam conversa, chez Froben, Bâle, 1549.
- pour Paul d'Égine : Totius rei medicæ libri VII... Latina lingua conscripti, chez Jean Hervagius, Bâle, 1556.

En dehors du domaine de la médecine, il a également donné les éditions suivantes :
- pour Artémidore de Daldis : De somniorum interpretatione libri quinque (traduction latine), Bâle, 1539.
- pour Basile de Césarée : Omnia D. Basilii Magni archiepiscopi Cæsareæ Cappadociæ quæ exstant opera (traduction latine), chez Froben, Bâle, 1540 ; Divi Basilii Magni opera Græca quæ ad nos exstant omnia (texte grec), chez Froben, Bâle, 1551.
- pour Épiphane de Salamine : D. Epiphanii epistola sive liber ancoratus appellatus docens de vera fide christiana et Anacephaleosis sive summa totius operis Panarij appellati et contra octoginta hæreses conscripta, avec le Libellus de mensuris ac ponderibus, et de asterisco ac obelo, deque notis ac characteribus in divinæ scripturæ interpretationibus, per Origenem usurpatis (première traduction latine de ces textes), Bâle, 1543.
- pour Platon : Platonis Atheniensis philosophi summi ac penitus divini opera omnia (traduction latine), chez Froben, Bâle, 1561 (posthume).